# Red (the GazettEの曲)
「Red」（レッド）は、the GazettEの楽曲。流鬼が作詞、、the GazettEが作曲を手掛けた。the GazettEの17枚目のシングルとして2010年9月22日にSony Recordsから発売された。

## 解説
ソニーレコードに移籍して2枚目のシングル。「Red」のプロモーションビデオDVDが付いたOptical Impression、CDにボーナストラック「AN UNBEARABLE FACT」が入ったAuditory Impressionの2種類が発売された。

## 収録曲
1. Red 
（作詞:流鬼/作曲:the GazettE）
RUKI原曲。
2. VERMIN
（作詞:流鬼/作曲:the GazettE）
RUKI原曲。
3. AN UNBEARABLE FACT 
（作詞:流鬼/作曲:the GazettE）
葵原曲。